# Paraguay en los Juegos Olímpicos de Barcelona 1992
Paraguay estuvo representado en los Juegos Olímpicos de Barcelona 1992 por un total de 27 deportistas, 24 hombres y 3 mujeres, que compitieron en 6 deportes.
El portador de la bandera en la ceremonia de apertura fue el atleta Ramón Jiménez Gaona. El equipo olímpico paraguayo no obtuvo ninguna medalla en estos Juegos.